# Парадо
Пара́до (індонез. Parado) — один з 18 районів округу Біма провінції Західна Південно-Східна Нуса у складі Індонезії. Розташований у південній частині. Адміністративний центр — село Парадорато.
Населення — 8874 особи (2013; 8820 в 2012, 8702 в 2010).

## Адміністративний поділ
До складу району входять 5 сіл:
| Населений пункт  | Населення, осіб (2010) |
| ---------------- | ---------------------- |
| Канча, село      | 1053                   |
| Кута, село       | 1185                   |
| Лере, село       | 703                    |
| Парадоване, село | 2733                   |
| Парадорато, село | 3028                   |